# Globe d'or pour l'ensemble de la carrière
Pour un article plus général, voir Globe d'or.
Le Globe d'or pour l'ensemble de la carrière est un prix d'honneur décerné chaque année à la carrière depuis 1995.

## Globe d'or pour l'ensemble de la carrière
| Année | Artiste                                                                             |
| ----- | ----------------------------------------------------------------------------------- |
| 1995  | Mario Monicelli                                                                     |
| 1996  | Vittorio Gassman                                                                    |
| 1997  | Tonino Guerra                                                                       |
| 1998  | Sophia Loren et Marcello Mastroianni                                                |
| 1999  | Giuseppe Rotunno                                                                    |
| 2000  | Bernardo Bertolucci, Piero Tosi, Alberto Sordi, Monica Vitti et Suso Cecchi D'Amico |
| 2001  | Ennio Morricone et Carlo Di Palma                                                   |
| 2002  | Francesco Rosi                                                                      |
| 2003  | Ettore Scola et Armando Trovajoli                                                   |
| 2004  | Ugo Pirro et Virna Lisi                                                             |
| 2005  | Paolo et Vittorio Taviani et Tonino Delli Colli                                     |
| 2006  | Gillo Pontecorvo et Stefania Sandrelli                                              |
| 2007  | Marco Bellocchio et Ornella Muti                                                    |
| 2008  | Liliana Cavani et Giuliano Gemma                                                    |
| 2009  | Carlo Lizzani et Lina Wertmüller                                                    |
| 2010  | Ermanno Olmi, Giancarlo Giannini e Vittorio Storaro                                 |
| 2011  | Vincenzo Cerami et Nicola Piovani                                                   |
| 2012  | Michele Placido                                                                     |
| 2013  | Giuseppe Tornatore                                                                  |
| 2014  | Claudia Cardinale                                                                   |
| 2015  | Dante Ferretti                                                                      |
| 2016  | Roberto Benigni et Nicoletta Braschi                                                |